# امیرهوشنگ مقدم
امیرهوشنگ مقدم سیاست‌مدار ایرانی بود، که در  دوره بیستم   بعنوان نماینده طارم در مجلس شورای ملی حضور داشت.